# 章克申城 (阿肯色州)
章克申城（英語：Junction City）是一個位於美國阿肯色州猶尼昂縣的城市。

## 地理
章克申城的座標為33°01′09″N 92°43′22″W / 33.01917°N 92.72278°W，而該地的平均海拔高度為59米（即194英尺）。

## 人口
根據2020年美國人口普查的數據，章克申城的面積為2.94平方千米，皆為陸地。當地共有人口503人，而人口密度為每平方千米171人。